# Cameron Twynham

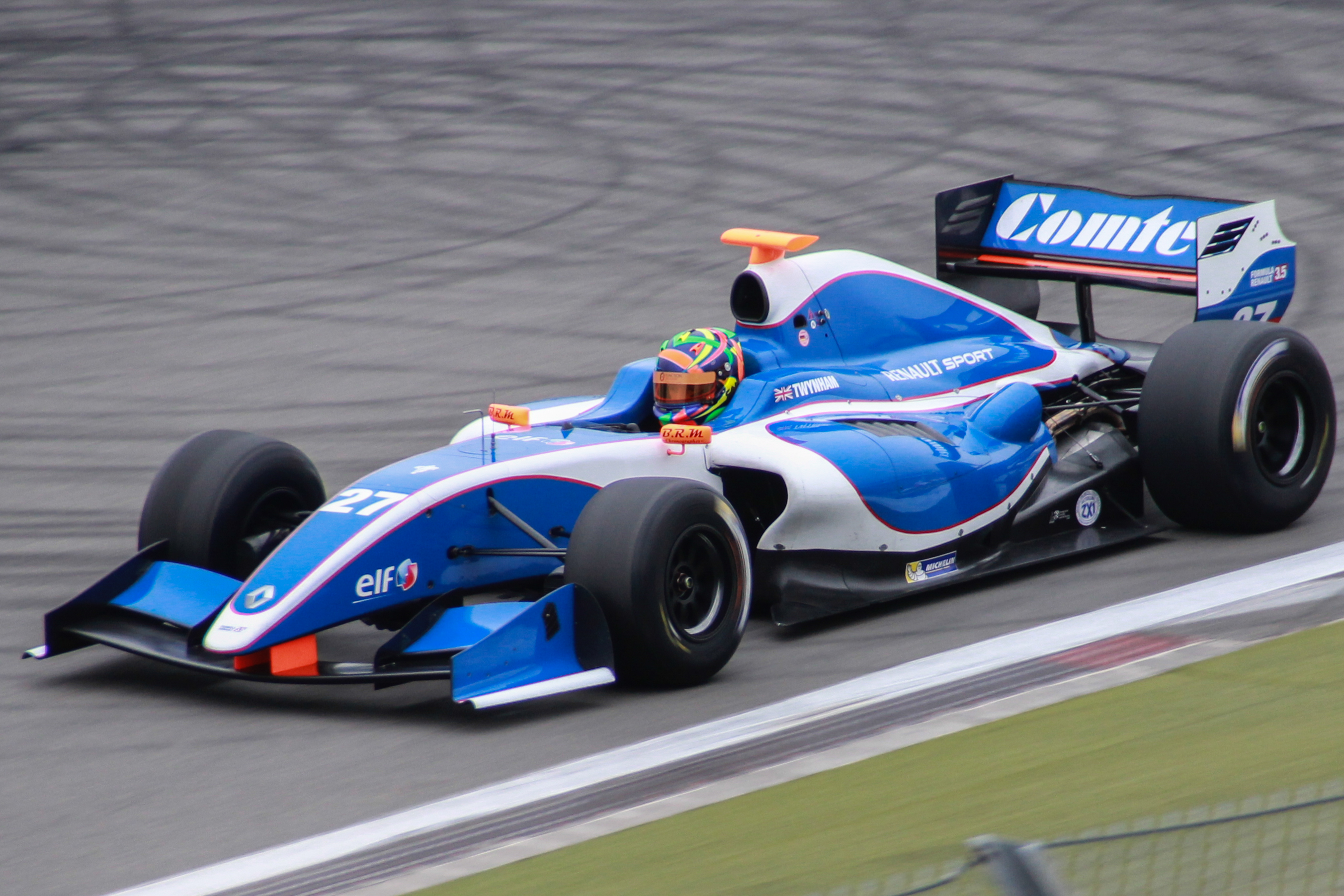
Cameron Twynham beim ersten Rennen der Formel Renault 3.5 auf dem Nürburgring 2014

Cameron Twynham (* 14. Februar 1996 in Market Harborough, Leicestershire) ist ein britischer Automobilrennfahrer.

## Karriere
Twynham begann seine Motorsportkarriere 2009 im Kartsport, in dem er bis 2011 aktiv blieb. 2012 debütierte Twynham im Formelsport und trat für Fortec Motorsport in der InterSteps Championship an. Mit sieben Podest-Platzierungen beendete er die Saison auf dem vierten Gesamtrang. Anschließend nahm er für SWB Motorsport an der Winterserie der BARC Formel Renault teil. Dabei erreichte er die sechste Position. 2013 erhielt Twynham ein Cockpit beim Team West-Tec F3 in der European F3 Open. Er wurde 31. in der Gesamtwertung. Da er in einem älteren Fahrzeug unterwegs war, war er zudem in der Copa-Wertung punkteberechtigt. In dieser gewann er zwei Rennen und wurde hinter Richard Gonda Zweiter. Darüber hinaus trat Twynham für das Team West-Tec bei zwei Veranstaltungen der britischen Formel-3-Meisterschaft in der nationalen Klasse an.
2014 blieb Twynham zunächst beim Team West-Tec F3 in der nun Euroformula Open benannten Rennserie und erhielt ein aktuelles Fahrzeug. Er erzielte mit einem dritten Platz eine Podest-Platzierung. Nach der ersten Saisonhälfte beendete er sein Engagement in dieser Meisterschaft. Am Saisonende lag er auf dem neunten Platz. Anschließend nahm Twynham für Comtec Racing an drei Veranstaltungen der Formel Renault 3.5 teil. Dort erreichte er den 24. Gesamtrang.

## Statistik

### Karrierestationen
| - 2009–2011: Kartsport - 2012: InterSteps Championship (Platz 4) - 2012: BARC Formel Renault, Winterserie (Platz 6) | - 2013: European F3 Open (Platz 31) - 2013: Britische Formel 3, national (Platz 4) - 2014: Euroformula Open (Platz 9) | - 2014: Formel Renault 3.5 (Platz 24) |

### Einzelergebnisse in der Formel Renault 3.5
| Jahr | Team          | 1   | 2   | 3   | 4   | 5   | 6   | 7   | 8   | 9   | 10  | 11  | 12  | 13  | 14  | 15  | 16  | 17  | Punkte | Rang |
| ---- | ------------- | --- | --- | --- | --- | --- | --- | --- | --- | --- | --- | --- | --- | --- | --- | --- | --- | --- | ------ | ---- |
| 2014 | Comtec Racing | MNZ | MNZ | ALC | ALC | MON | SPA | SPA | MOS | MOS | NÜR | NÜR | HUN | HUN | LEC | LEC | JRZ | JRZ | 0      | 24.  |
| 2014 | Comtec Racing |     |     |     |     |     |     |     |     |     | 18  | 11  | 18  | 17  | 19  | 18  |     |     | 0      | 24.  |